# Lenguas jicaque-tol
Las lenguas xicaque-tol forman una familia de lenguas indígenas habladas en Honduras por los tolupanes.

## Clasificación
La familia jicaque-tol está formada por al menos dos lenguas documentadas el jicaque occidental o jicaque de El Palmar, actualmente extinto y conocido solo por un vocabulario breve publicado por Membreño en el siglo XIX y reeditado por Lehmann a principios del siglo XX, la otra lengua el jicaque oriental o jicaque de la Montaña del Flor, también llamado tol o tolupán, es hablado aún por unos pocos centenares de personas cerca de Orica (Honduras) y algunos ancianos en el departamento de Yoro. Las dos lenguas jicaque aunque emparentadas guardan una cierta distancia, las estimaciones glotocronológicas dan entre 10 y 16 siglos de separación.

### Relación con otras lenguas
Estas lenguas jicaque-tol están emparentadas con las lenguas tequistlatecas habladas en el estado mexicano de Oaxaca formando la familia tequistlateco-jicaque. También se ha conjeturado muy especulativamente en este último grupo podría estar relacionado con las lenguas hokanas de Norteamérica.
no pues si

## Descripción lingüística

### Fonología
El inventario fonológico del proto-jicaque fue reconstruido por L. Campbell y Oltrogge:

##### Vocales
|              | Anteriores | Centrales | Posteriores |
| ------------ | ---------- | --------- | ----------- |
| Cerradas     | *i         | *ɨ        | *u          |
| Semicerradas | *e         |           | *o          |
| Abierta      |            | *a        |             |

##### Consonantes
|          |             | Labial | Alveolar | Palatal | Velar | Glotal |
| -------- | ----------- | ------ | -------- | ------- | ----- | ------ |
| [- cont] | simple      | *p     | *t, *c   |         | *k    | *ʔ     |
| [- cont] | apirada     | *pʰ    | *tʰ, *cʰ |         | *kʰ   |        |
| [- cont] | glotaliz.   | *pʼ    | *tʼ, *cʼ |         | *kʼ   |        |
| [- cont] | nasal       | *m     | *n       |         |       |        |
| [+ cont] | fricativa   | (*β)   | *s       |         |       | *h     |
| [+ cont] | aproximante | *w     |          | *y      |       |        |

Los signos /c, c', ch/ son notaciones usadas convencionalmente por los americanistas para /ʦ, ʦʔ, ʦh/. Las vocales reconstruidas por los mimos autores incluyen además de /*i, *e, *a, *o, *u/ la vocal cerrada central /*ɨ/.
Algunas correspondencias fonéticas regulares entre el jicaque oriental y el occidental son las siguientes:
| Proto-JT | Jicaque Oc. | Jicaque Or. (Tolupán) |
| -------- | ----------- | --------------------- |
| *-p      | -k          | -p                    |
| *-k      | -k          | -k                    |
| *l-      | d-          | l-                    |
| *-l      | -n          | -l                    |
| *-m      | -n          | -m                    |
| *k'-     | k-          | Ø                     |
| *-k'-    | -g-         | -ʔ-                   |
| *(-)ʦ'-  | (-)ʧ-       | (-)ʦ'-                |
| *ʦh      | ʃ           | ʦh                    |
| *-ʦ-     | -ʧ-         | -s-                   |
| *s-      | ʧ-          | s-                    |
| *-s      | Ø           | -s                    |